# جيمز فور ويندوز
جيمز فور (بالإنجليزية:Games for Windows) هي العلامة التجارية التي تملكها مايكروسوفت والتي قدمت في 2006 بالتزامن مع إطلاق ويندوز فيستا . هذه العلامة التجارية تمثل برنامج لإصدار الشهادات التقنية القياسية وخدمات عبر الإنترنت للألعاب ويندوز ، وتحقيق قدر من التنظيم لسوق ألعاب الحاسوب بالطريقة ذاتها التي يقوم بها مصنعو أنظمة الألعاب لمنصاتهم . برنامج العلامة التجارية مفتوح أمام جميع الناشرين على حد سواء الطرف الأول أوالطرف الثالث.

## وصلات خارجية
- الموقع الرسمي